# Donald Nicol
Donald MacGillivray Nicol, FBA MRIA (n. 4 februarie 1923, Portsmouth, Anglia, Regatul Unit – d. 25 septembrie 2003, Cambridge, Anglia, Regatul Unit) a fost un bizantinist englez.

## Biografie
S-a născut în Portsmouth, Hampshire. A studiat la școala primară King Edward VII din Sheffield și la St. Paul's School din Londra. A fost prima dată Grecia în timpul celui de-al doilea război mondial în 1944-1945, unde a vizitat mănăstirile din Meteora și Ioannina. 
După finalizarea studiilor universitare la Universitatea din Cambridge, s-a întors în Grecia (1949-1950) ca membru al Școlii Britanice din Atena. Apoi a vizitat Muntele Athos și a petrecut Paștele la Hilandar. A vizitat din nou Meteora. În 1950, Nicole s-a căsătorit cu Joan Mary Campbell, cu care a avut trei fii. Și-a ținut disertația de doctorat în 1952 pe tema despotismului medieval al Epirului. Prima sa carte despre Despotatul Epirului, The Despotate of Epiros, a fost publicată în curând. Mentorul său a fost Steven Runciman. 
A predat la Dublin între 1952 și 1964. A condus Departamentul de istorie, limbă și literatură greacă și bizantină la King's College din Londra. A ocupat această funcție până în 1988. A fost editorul revistei Byzantine and Modern Greek Studies și a fost și președintele Societății pentru Istoria Bisericii Ecclesiastical History Society (1975-1976, 1989-1992). El a fost directorul Bibliotecii  Gennadius (în greacă: Γενναδειος Βιβλιοθηθη) din Atena. 
Este membru al Academiei Regale Irlandeze din 1960 și al Academiei Regale Britanice din 1981. A devenit cetățean de onoare al Artei în 1990, iar în 1997 a primit un doctorat onorific din partea Universității din Ioannina. A murit în 2003 la Cambridge.

## Lucrări scrise
- Nicol, Donald M. (1957). The Despotate of Epiros (ed. 1.). Oxford: Blackwell.
  - Nicol, Donald M. (1984) [1957]. The Despotate of Epiros 1267-1479: A Contribution to the History of Greece in the Middle Ages (ed. 2.). Cambridge: Cambridge University Press.
- Nicol, Donald M. (1968). The Byzantine Family of Kantakouzenos (Cantacuzenus) ca. 1100-1460: A Genealogical and Prosopographical Study. Washington: Dumbarton Oaks Center for Byzantine Studies.
- Nicol, Donald M. (1972). Byzantium: Its Ecclesiastical History and Relations with the Western World: Collected Studies. London: Variorum.
- Nicol, Donald M. (1975). Meteora: The Rock Monasteries of Thessaly. London: Variorum.
- Nicol, Donald M. (1972). The Last Centuries of Byzantium, 1261-1453 (ed. 1.). London: Rupert Hart-Davis.
  - Nicol, Donald M. (1993) [1972]. The Last Centuries of Byzantium, 1261-1453 (ed. 2.). Cambridge: Cambridge University Press.
- Nicol, Donald M. (1979). The End of the Byzantine Empire. New York: Holmes & Meier Publishers.
- Nicol, Donald M. (1979). Church and Society in the Last Centuries of Byzantium. Cambridge: Cambridge University Press.
- Nicol, Donald M. (1988). Byzantium and Venice: A Study in Diplomatic and Cultural Relations (ed. 1.). Cambridge: Cambridge University Press.
  - Nicol, Donald M. (1992) [1988]. Byzantium and Venice: A Study in Diplomatic and Cultural Relations (ed. 2.). Cambridge: Cambridge University Press.
- Nicol, Donald M. (1990). Joannes Gennadios, the Man: A Biographical Sketch. Athens: American School of Classical Studies.
- Nicol, Donald M. (1991). A Biographical Dictionary of the Byzantine Empire. London: Seaby.
- Nicol, Donald M. (1992). The Immortal Emperor: The Life and Legend of Constantine Palaiologos, Last Emperor of the Romans (ed. 1.). Cambridge: Cambridge University Press.
  - Nicol, Donald M. (2002) [1992]. The Immortal Emperor: The Life and Legend of Constantine Palaiologos, Last Emperor of the Romans (ed. 2.). Cambridge: Cambridge University Press.
- Nicol, Donald M. (1994). The Byzantine Lady: Ten Portraits, 1250-1500 (ed. 1.). Cambridge: Cambridge University Press.
  - Nicol, Donald M. (1996) [1994]. The Byzantine Lady: Ten Portraits, 1250-1500 (ed. 2.). Cambridge-New York: Cambridge University Press.
- Nicol, Donald M. (1996). The Reluctant Emperor: A Biography of John Cantacuzene, Byzantine Emperor and Monk, c. 1295-1383 (ed. 1.). Cambridge: Cambridge University Press.
  - Nicol, Donald M. (2002) [1996]. The Reluctant Emperor: A Biography of John Cantacuzene, Byzantine Emperor and Monk, c. 1295-1383 (ed. 2.). Cambridge: Cambridge University Press.
- Nicol, Donald M., ed. (1997). Theodore Spandounes: On the Origins of the Ottoman Emperors. Cambridge: Cambridge University Press.